# Ryan Held
Ryan Held (Springfield (Illinois), 27 juni 1995) is een Amerikaanse zwemmer. Hij vertegenwoordigde zijn vaderland op de Olympische Zomerspelen 2016 in Rio de Janeiro.

## Carrière
Op de 2016 US Olympic Trials in Omaha (Nebraska) kwalificeerde Held zich, op de 4x100 meter vrije slag, voor de Olympische Zomerspelen van 2016 in Rio de Janeiro. In Brazilië werd hij samen met Caeleb Dressel, Michael Phelps en Nathan Adrian olympisch kampioen op de 4x100 meter vrije slag.

## Internationale toernooien
| Jaar | Olympische Spelen | WK langebaan  | WK kortebaan | PanPacs       | Pan-Ams       |
| ---- | ----------------- | ------------- | --- | ------------- | ------------- |
| 2016 | 4x100m vrije slag |               | geen deelname |               |               |
| 2017 |                   | geen deelname | |               |               |
| 2018 |                   |               | 4x50m vrije slag · 4x100m vrije slag · 4e 4x200m vrije slag · 4x50m wisselslag · 4x100m wisselslag · 4x50m vrije slag gemengd | geen deelname |               |
| 2019 |                   | geen deelname | |               | geen deelname |

## Persoonlijke records
Bijgewerkt tot en met 23 augustus 2020
Langebaan
| Afstand         | Tijd  | Datum           | Plaats   |
| --------------- | ----- | --------------- | -------- |
| 50m vrije slag  | 21,87 | 4 augustus 2019 | Stanford |
| 100m vrije slag | 47,39 | 31 juli 2019    | Stanford |